# Hrvatska – Švicarska, prijateljska utakmica (1940.)
Međunarodna prijateljska nogometna utakmica Hrvatska – Švicarska, odigrana u Zagrebu 2. travnja 1940., prva je službena utakmica hrvatske nogometne reprezentacije.
Ovoj utakmici prethodila su burna zbivanja u Jugoslavenskom nogometnom savezu. Redovna godišnja skupština održana 29. i 30. siječnja 1939. u Beogradu, pokazala je velike razlike u viđenju nastavka rada tog saveza. Podvojenosti su bile tolike da su, nakon daljnjeg inzistiranja srbijanskih predstavnika na centralizaciji, hrvatski predstavnici (Zagrebački, Splitski i Osječki podsavezi) napustili Skupštinu, istupili iz zajedničkog saveza i 6. kolovoza 1939. obnovili svoj nacionalni, Hrvatski nogometni savez. Beograd je kasnije popustio, pa je napušten centralizam i zajednički nogometni savez je ustrojen na konfederalnom sustavu. Novi naziv saveza bio je Vrhovni nogometni savez, a sastavljen kao koordinator triju potpuno samostalnih i ravnopravnih saveza Slovenije, Hrvatske i Srbije. Na taj način predstavnicima Hrvatskog nogometnog saveza udovoljeno je u većini zahtjeva. Među inima i pravo nacionalnih nogometnih saveza na organizaciju reprezentativnih međunarodnih utakmica. Tako su stvorene potrebne pretpostavke za organizaciju ove prve službene utakmice hrvatske nogometne reprezentacije pod svojom zastavom i himnom sa Švicarcima.
U reprezentaciji je bilo 10 igrača iz Građanskog i jedan iz Concordije. U utakmici u Bernu 21. travnja iste godine, Hrvatska je pobijedila s 1:0.

## Zapisnik
| 2. travnja 1940. 10.000 gledatelja           |           |           |                                                     |
| Hrvatska                                     | 4:0 (0:0) | Švicarska | Igralište Građanskog, Zagreb Sudac: Giuseppe Scarpi |
| Matekalo 46' Cimermančić 70', 82' Lešnik 84' | Detalji   |           | Igralište Građanskog, Zagreb Sudac: Giuseppe Scarpi |

|  | Franjo Glaser        |          |          |          |
|  | Ivan Šuprina         |          |          |          |
|  | Ivan Belošević       |          |          |          |
|  | Zvonko Jazbec        |          |          |          |
|  | Ivan Jazbinšek       |          |          |          |
|  | Mirko Kokotović      |          |          |          |
|  | Zvonimir Cimermančić | 70', 82' | 70', 82' | 70', 82' |
|  | Franjo Wölfl         |          |          |          |
|  | August Lešnik        | 84'      |          |          |
|  | Milan Antolković     |          |          |          |
|  | Florijan Matekalo    | 46'      |          |          |
|  | Izbornik:            |          |          |          |
|  | Jozo Jakopić         |          |          |          |

|  | Roger Feutz      |
|  | Adolf Stelzer    |
|  | August Lehmann   |
|  | Hermann Springer |
|  | Franco Andreoli  |
|  | Roger Buchoux    |
|  | Fredy Bickel     |
|  | Paul Aeby        |
|  | Numa Monnard     |
|  | Lauro Amado      |
|  | Georges Aeby     |
|  | Izbornik:        |
|  | Heinrich Müller  |

## Vanjske poveznice
- Hrvatska - Švicarska 4:0, Hrvatski nogometni savez